# Grégory Rast
Grégory Rast (* 17. ledna 1980 Cham) je profesionální švýcarský cyklista.

## Kariéra
Roku 2002 se stal mistrem Švýcarska do 23 let v kategorii silničních kol. Svou profesionální kariéru zahájil o rok později v týmu Phonak Cycling Team. Mezi jeho největší úspěchy v profesionální kariéře patří v roce 2004 a 2006 titul mistra Švýcarska v kategorii silničních kol.
Roku 2012 startoval Grégory Rast na Olympijských hrách v Londýně a obsadil v silničním závodě osmé místo.
V roce 2013 dosáhl Grégory Rast etapového vítězství v Tour de Suisse mezi Leuggern a Meilen.